# Estética da violência

## Significado
Estética (do grego Aesthesis: percepção, sensação, sensibilidade) da violência (do latim violentia: impetuosidade, veemência). Estética da violência designa, popularmente, a estética pós humana que tem um fim social, com a intenção de provocar, denunciar e promover incômodos e até mesmo rompimentos no senso comum. É comumente confundida com uma estética de caráter duvidoso, ligada à violência no sentido literal da palavra, mas na verdade a estética da violência trata de uma violência simbólica a partir de uma violência real que está no mundo, portanto, a estética da violência não tem necessariamente caráter apologético.
Pode se chamar de “estética da violência” o processo segundo o qual a violência é inspirada, provocada, impulsionada (através de uma manifestação de algum tipo) e logo depois seguida de um sentimento estético.

## Indústria cultural e filosofia
A partir da etimologia de estética, do grego aisthesis, que significa percepção, sensação, a continuidade das reflexões recai sobre as possibilidades de a indústria cultural ser um vetor de transformação da percepção do homem moderno, com implicações em sua formação educacional.
A estética em si é um ramo da filosofia que tem por objetivo o estudo da natureza da beleza e dos fundamentos da arte. O termo Estética da Violência aparece primeiramente nos escritos da Dialética de Karl Marx [1], filósofo e sociólogo alemão. Em sua obra, Marx, que teve o filósofo Immanuel Kant por influência , valoriza a atividade orgânica e violenta do ser social, portanto, exige uma violência que, por ser primária, não pode ser impedida, mas direcionada ideologicamente para o sentido político e, aí, para resultados políticos vinculados às necessidades proletárias.  
Mais para frente, é abordada pelo filósofo alemão Theodor Adorno, em 1966 [2], com uma visão defensora da violência como uma atitude para além do realismo de Marx, que reconhece a violenta extinção do homem, mais especificamente, o lugar que reconhece o fim de um tipo de humanismo político, tomando uma dialética positiva defendida por Marx para salvar exatamente aquilo que o próprio Marx procurou, segundo Adorno, erroneamente defender. [3]
A frase do filósofo Adorno que pode sintetizar a filosofia da estética da violência é que ‘’Não se trata do pós-humano que recusa o humano, mas que inaugura, na negação da positivação da existência humana, um novo lugar de percepção e sensibilidade estética para o homem.’’

## Segunda Guerra Mundial
Na Segunda Guerra Mundial, Hitler travava uma espécie de guerra estética, apresentada no documentário sueco ‘’Arquitetura da Destruição’’, 1989, de Peter Cohen. Guerra estética pois Hitler além de utilizar dos recursos estéticos como cinema, publicidade e artes plásticas para promover sua ideologia e marginalizar as contrárias, idealizava uma literal e cruel limpeza estética na humanidade, desejando que o mundo fosse o que ele acreditava existir de mais belo. Nunca, até agora, houve utilização da  ‘’estética da violência’’ de maneira tão sútil e feroz ao mesmo tempo, que promove indevidamente a violência institucionalizada.

## Ditadura
Em 1975, o livro de Rubem Fonseca ‘’Feliz ano novo’’, publicado pela primeira vez pela Editora Artenova no Brasil, foi censurado pela ditadura sob o uso do Decreto Leila Diniz. O livro de contos não era exatamente pornográfico, caso comum de censura na época, mas sim, o motivo do veto ao livro era a violência exacerbada, inédita, chocante como nunca se vira até então na literatura de alta qualidade feita no Brasil. Subversivo no sentido mais amplo do termo, apesar de não ter caráter político-ideológico explícito militante, o livro de Fonseca, em destaque o conto ‘’Passeio Noturno’’ e ‘’Corações Solitários’’ traz uma visão chocante do cotidiano carioca, para lá de estarrecedor em que desconstrói o mito secular de uma cidade maravilhosa em todos os sentidos. [4]

## Dias atuais
A Estética da Violência é utilizada no cinema,poesia e literatura,fotografia, artes plásticas, quadrinhos e animações e quaisquer outras formas de arte, em todos os lugares do mundo, cada uma a sua maneira, resultando em gêneros específicos de informação e produto.
Há pouco, o termo foi absorvido pelo jornalismo televisivo, que o assumiu como também seu, argumentando ser o mediador entre a realidade e o povo.
Mas a verdade é que a estética da violência seria inerente à produção jornalística[5]. Ela é manifestada pelas coberturas sensacionalistas, que é produzida de forma a se adequar a indústria cultural e chocar os espectadores, resultando assim em uma banalização da violência, diminuindo o papel delator que a estética da violência, como conceito, detinha e passa a disseminar uma visão de ‘’um mundo perigoso lá fora’’ [6] muitas vezes exagerado ou irreal, ocasionando inclusive, mais violência (real e não simbólica ou estética).
Sigmund Freud, o pai da psicanálise, destrinchando nosso inconsciente afirma o poder da estética da violência, pois segundo ele ‘’As artes cênicas cativam nossos sentidos com suas representações excitantes, enquanto as artes plásticas se voltam de preferência para o repulsivo, o feio e o estimulante, não hesitando em apresentar aos nossos olhos, com nauseante realismo, as imagens mais horríveis que a vida pode oferecer. ‘’ [7]